# Agnat
|  | Aquest article tracta sobre un tipus de parentiu. Si cerqueu la superclasse Agnatha, vegeu «Àgnat». |

Agnat (en llatí agnatus, plural agnati 'nascut després') va ser el nom romà que indicava un parentiu, una descendència biològica o adoptiva procedent d'un pare. Es referia, en el dret romà, a un parent de sang masculí que descendís d'un avantpassat comú en una línia només masculina, ininterrompuda i legitimada matrimonialment. Les filles solteres i sense germans vius tenien també el caràcter d'agnats, fins que es casaven, ja que llavors anaven a formar part de la família del marit.
Inicialment els agnats eren els únics que podien heretar o ser tutors, però progressivament es va anar imposant el drets dels cognats (cognati) fins que Justinià I va abolir el dret exclusiu dels agnats i va reconèixer els dels cognats. L'agnat modernament s'aplica a un parentiu per agnació, és a dir un parentiu de consanguinitat per línia exclusivament masculina.